# Brevard
Brevard è una città degli Stati Uniti d'America situata nella Carolina del Nord, nella Contea di Transylvania, della quale è anche il capoluogo.